# Дхеси, Амар
Амарвир «Амар» Дхеси (англ. Amarveer «Amar» Dhesi ; род. 2 сентября 1995, Сарри, Британская Колумбия) — канадский борец вольного стиля, участник Олимпийских игр.

## Карьера
В марте 2020 года в Панамериканском олимпийском квалификационном турнире в Оттаве стал вторым, что позволило ему завоевать лицензию на участие в Олимпийских играх 2020 в Токио. На Олимпиаде уступил в первом поединке на стадии 1/8 финала турку Тахе Акгюлю (0:5) и выбыл из турнира, заняв итоговое 13 место.

## Достижения
- Панамериканский чемпионат по борьбе среди кадетов 2010 — ;
- Панамериканский чемпионат по борьбе среди юниоров 2014 — ;
- Чемпионат мира по борьбе среди юниоров 2014 — ;
- Панамериканский чемпионат по борьбе 2020 — ;
- Олимпийские игры 2020 — 13;
- Панамериканский чемпионат по борьбе 2022 — .